# Толпеко, Денис Андреевич
Денис Андреевич Толпеко (род. 29 января 1985, Москва) — российский хоккеист, левый нападающий. Европейский скаут клуба НХЛ «Нэшвилл Предаторз».

## Биография
Первым профессиональным клубом в 2002 году стал чеховский «Витязь» где отыграл один сезон. Затем уехал в Северную Америку. С 2003 по 2006 год выступал в молодёжной Канадской лиге за команды «Сиэтл Тандербердс» и «Реджайна Пэтс». В 2006 году перебрался в AHL, в фарм-клуб «Филадельфии Флайерз» — «Филадельфию Фантомс». Через год начал выступать и за основной состав «Флайерз».
В 2008 году подписал контракт с московским «Динамо», где и выступал до 2013 года. Завоевал два Кубка Гагарина — 2012 и 2013. Выступал за балашихинское «Динамо». Летом 2013 года в результате обмена на Максима Пестушко перешёл в систему нижнекамского «Нефтехимика».
21 декабря 2016 года подписал контракт с московским «Спартаком».
С сезона 2020/21 является европейским скаутом команды НХЛ «Нэшвилл Предаторз».

### Достижения
- Двукратный обладатель Кубка мэра Москвы (2008, 2012)
- Обладатель Кубка Шпенглера (2008)
- Двукратный обладатель Кубка Гагарина (2012, 2013).
- Серебряный призёр чемпионата России в сезоне 2013/2014

## Статистика
Последнее обновление: 14 декабря 2013 года
```
                                     --- Регулярный сезон---     ---- Плей-офф ---

Сезон        Команда             Лига   И    Г   ГП    О  Штр    И   Г   ГП О Штр
----------------------------------------------------------------------------------
2002-03  Витязь (Чехов)          ВЛ     22   1    2    3   6     -   -   -  -  -
2003-04  Сиэтл Тандербердс       WHL    72  13   16   29  63     -   -   -  -  -
2004-05  Сиэтл Тандербердс       WHL    54  13   18   31  48     -   -   -  -  -
2005-06  Реджина Пэтс            WHL    53  20   31   51  66     -   -   -  -  -
2006-07  Филадельфия Фантомс     AHL    58  11   19   30  58     -   -   -  -  -
2007-08  Филадельфия Фантомс     AHL    24   8    9   17  26     -   -   -  -  -
         Филадельфия Флайерз     NHL    26   1    5    6  24     -   -   -  -  -
2008-09  Динамо (Москва)         КХЛ    42   3   13   16  42     11  2   1  3  36
2009-10  Динамо (Москва)         КХЛ    24   2    2    4  32     3   0   0  3  2
2010-11  Динамо (Москва)         КХЛ    33   6    4   10  33     9   0   2  2  6
2012-13  Динамо (Москва)         КХЛ    27   5    5   10  27     1   0   0  0  0
         Динамо (Балашиха)       ВХЛ     3   3    0    2   2     -   -   -  -  -
2013-14  Нефтехимик (Нижнекамск) КХЛ    38   5    5   10  30     -   -   -  -  -
2013-14  Салават Юлаев (Уфа)     КХЛ     7   0    1    1   0     4   0   2  2  14
2014-15  Салават Юлаев (Уфа)     КХЛ    54  10    8   18  36     5   0   0  0  2
2015-16  Торпедо (Ниж.Новгород)  КХЛ     5   0    0    0   2     -   -   -  -  -
2015-16  Амур (Хабаровск)        КХЛ    35   4    6   10  15     -   -   -  -  -
2016-17  ХК Сочи (Сочи)          КХЛ    31   2    5    7  16     -   -   -  -  -
2016-17  Спартак (Москва)        КХЛ    15   2    1    3  33     -   -   -  -  -
2017-18  Спартак (Москва)        КХЛ     4   0    1    1   4     -   -   -  -  -
----------------------------------------------------------------------------------

```